# Centre de recherche et d'information pour le développement
Pour les articles homonymes, voir CRID.
Le Centre de recherche et d’information pour le développement (CRID) est une association française qui a pour objectif d'animer une recherche sur le développement et la coopération internationale. Le siège du CRID se situe à Paris.

## Objectifs
Fondé le 18 mai 1976, à l'initiative de l'anthropologue Roland Colin aidé d'un groupe de militants notamment issus du CEDETIM, avec 8 organisations non gouvernementales françaises dont l'IRAM, l'IRFED, le CCFD-Terre Solidaire, la CIMADE, le Collège coopératif, Frères des Hommes et OICS Medicus Mundi, il regroupe une cinquantaine d'associations. 
Au niveau international, le CRID est en relation avec 1 500 partenaires essentiellement à travers les pays du sud et de l'est. En France, il revendique un réseau de 7 500 groupes locaux.
Le CRID est régi par une charte adoptée en 1987 et poursuit quatre objectifs :
– le développement ;
– le partenariat ;
– l’éducation au développement et à la solidarité internationale ;
– la construction d’un mouvement de solidarité internationale.

## Prises de position
Dans l'entre-deux-tours de l'élection présidentielle de 2017 qui oppose Marine Le Pen et Emmanuel Macron, le CRID appelle implicitement dans une tribune avec soixante autres associations à faire barrage à la candidate FN.

## Activité de lobbying
Pour l'année 2017, le CRID déclare à la Haute Autorité pour la transparence de la vie publique exercer des activités de lobbying en France, mais n'a cependant pas déclaré, comme il était légalement tenu de le faire avant le 30 avril 2018, l'ensemble de ses activités.